# NGC 7098
NGC 7098 est une vaste galaxie spirale barrée située dans la constellation de l'Octant. Sa vitesse par rapport au fond diffus cosmologique est de 2 337 ± 6 km/s, ce qui correspond à une distance de Hubble de 34,5 ± 2,4 Mpc (∼113 millions d'al). NGC 7098 a été découverte par l'astronome britannique John Herschel en 1835.
NGC 7098 a été utilisé par Gérard de Vaucouleurs comme une galaxie de type morphologique (R1R2')SAB(rs)ab dans son atlas des galaxies,.
La classe de luminosité de NGC 7098 est I et elle présente une large raie HI. Selon la base de données Simbad, NGC 7098 est une galaxie candidate au titre de galaxie active.
À ce jour, seule une mesure non basée sur le décalage vers le rouge (redshift) donne une distance d'environ 29,100 Mpc (∼94,9 millions d'al), ce qui est à l'extérieur des valeurs de la distance de Hubble. Notons que c'est avec la valeur moyenne des mesures indépendantes, lorsqu'elles existent, que la base de données NASA/IPAC calcule le diamètre d'une galaxie et qu'en conséquence le diamètre de NGC 7098 pourrait être d'environ 55,3 kpc (∼180 000 al) si on utilisait la distance de Hubble pour le calculer.

## Galerie

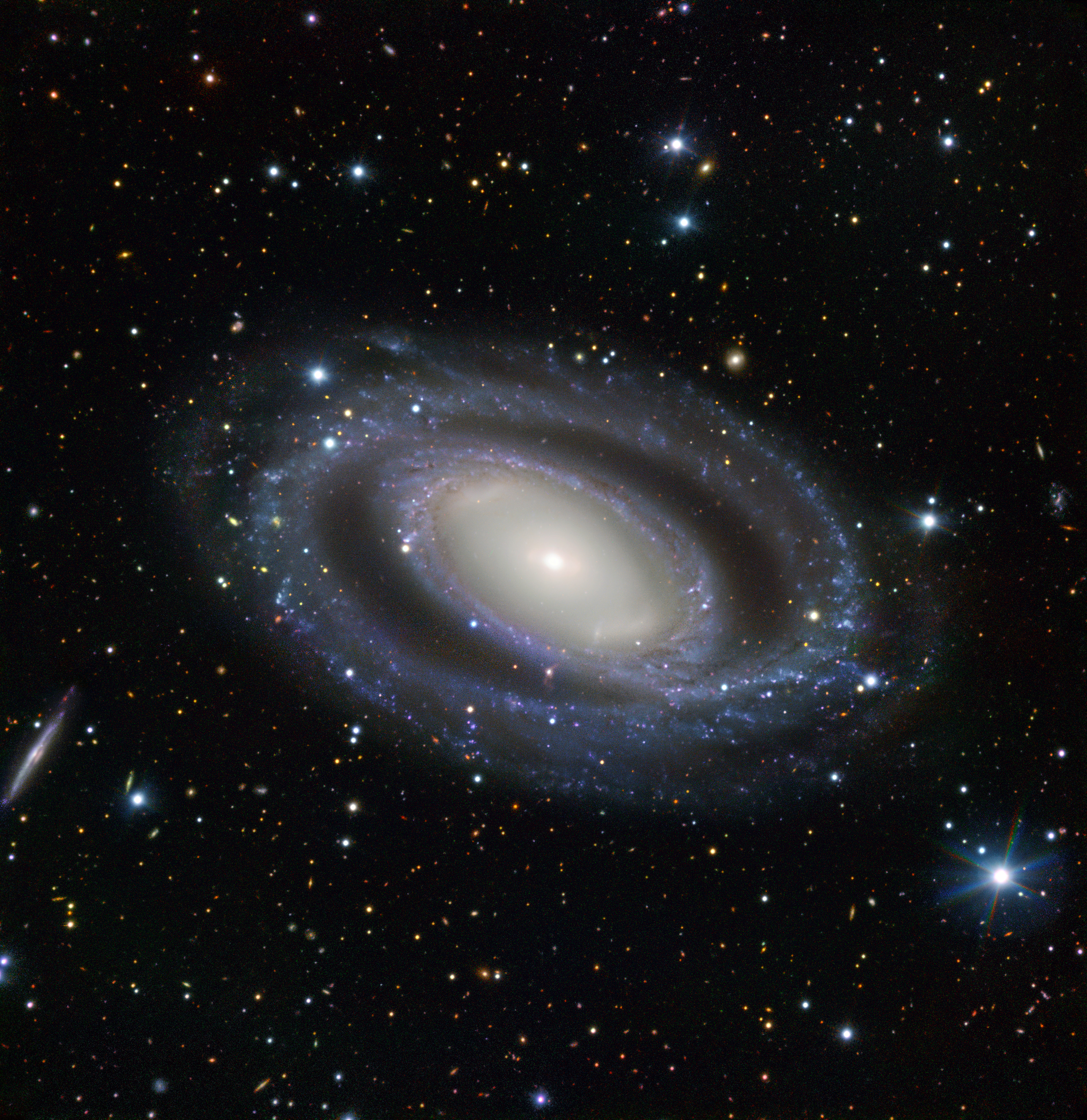
NGC 7098 par le Très Grand Télescope (VLT).
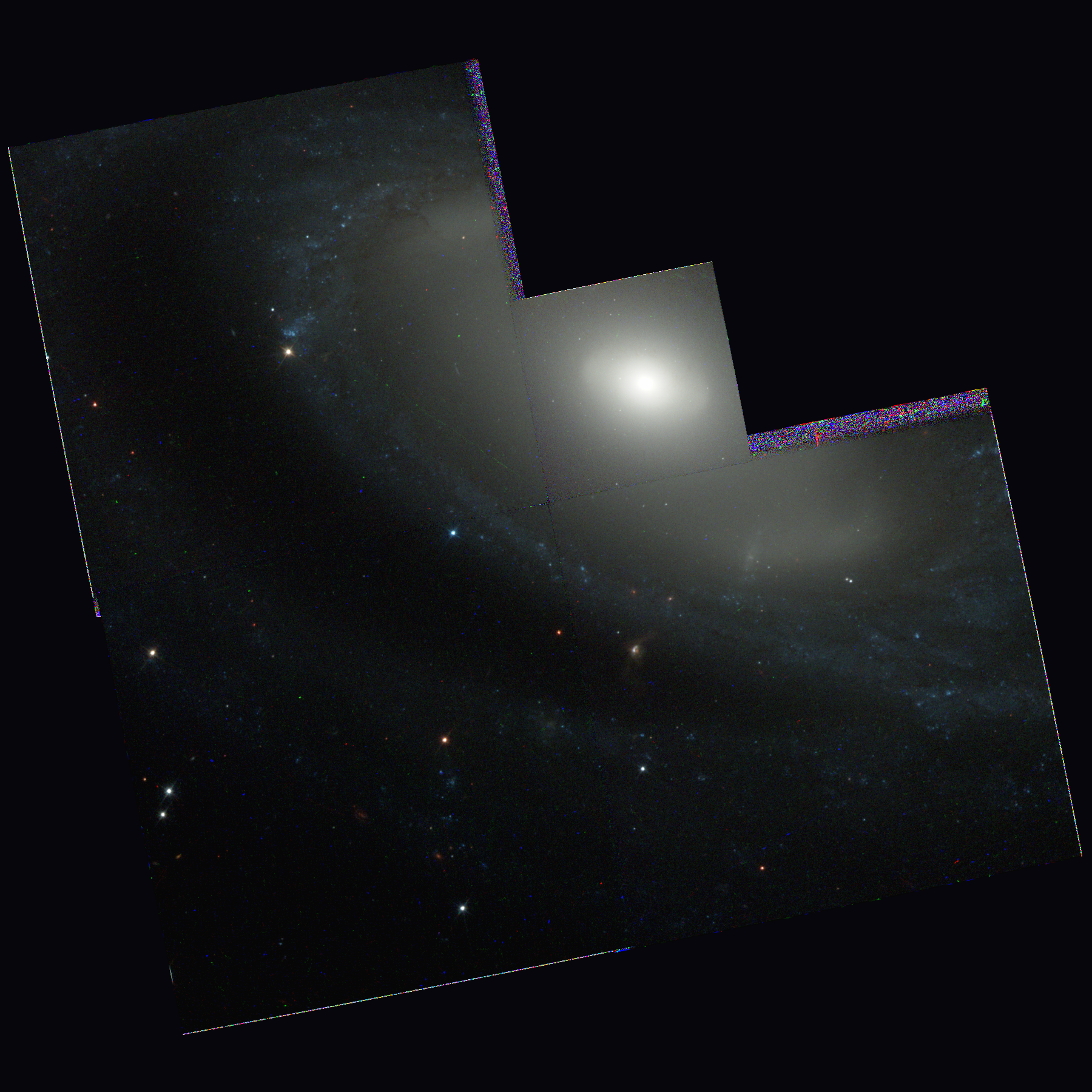
Détail de NGC 7098 par le télescope spatial Hubble.
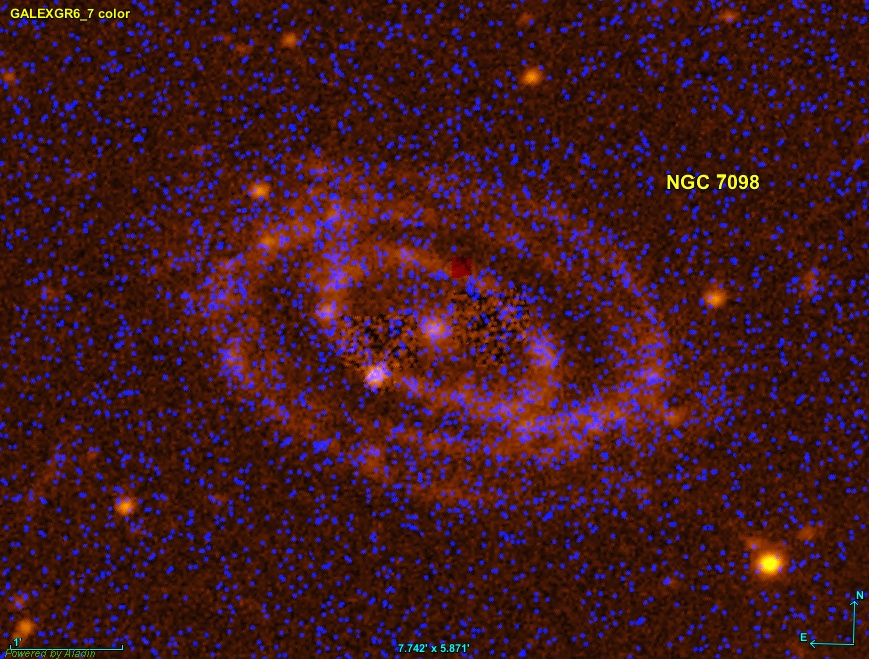
NGC 7098 vue dans le domaine des ultraviolets par GALEX.